# PGC 10568
LEDA/PGC 10568, auch UGC 2256, ist eine Linsenförmige Galaxie im Sternbild Perseus am Nordsternhimmel. Sie ist schätzungsweise 256 Millionen Lichtjahre von der Milchstraße entfernt und hat einen Durchmesser von etwa 100.000 Lichtjahren. Vom Sonnensystem aus entfernt sich das Objekt mit einer errechneten Radialgeschwindigkeit von näherungsweise 5.600 Kilometern pro Sekunde.
Im selben Himmelsareal befinden sich unter anderem die Galaxien NGC 1077, PGC 10703, PGC 2163882, PGC 2171051.